# Giovanni Filocamo (scrittore)
Giovanni Filocamo (Genova, 7 agosto 1978 – Genova, 26 gennaio 2020) è stato uno scrittore, fisico e divulgatore scientifico italiano.

## Biografia
Nel 2003 si laureò in fisica presso l'università degli Studi di Genova con una tesi sulla teoria del caos e le sue applicazioni in campo atmosferico e climatologico. Dal 2003 al 2014 collaborò col Festival della scienza. 
 Nel 2005, con Manuela Arata e Giuseppe Rosolini, ideò Matefitness, la palestra della matematica, un progetto nato con l'obiettivo di promuovere la divulgazione della matematica attraverso il gioco e l'approccio interdisciplinare, realizzato in collaborazione con il Consiglio Nazionale delle Ricerche e l'Università degli Studi di Genova . Il progetto fu presentato al quarto Festival della scienza. 

Ancora nel 2005 pubblicò La Fisica in Ballo: che rapporto c'è tra la fisica e il tango argentino? culmine di una ricerca sul movimento e sulle interazioni fra i corpi.

Nel 2012 fu invitato a presentare Matefitness alla trasmissione televisiva di divulgazione scientifica Superquark condotta da Piero Angela. Nello stesso anno, Filocamo subì un intervento al cervello in seguito a una diagnosi di tumore. 

Pubblicò, nel 2013, Il matematico continua a curiosare, che fu presentato all'undicesimo Festival della scienza, dove Filocamo, per l'ultimo anno  risultava ancora nello staff di progettazione di mostre e laboratori. Nel 2015 Filocamo subì un secondo intervento chirurgico per un tumore al cervello nella zona che controlla il linguaggio.
Dopo la riabilitazione, il recupero gli permise di pubblicare nel 2017 La matematica è un'opera d'arte e di conseguire il dottorato di ricerca in Matematica e Applicazioni nel 2018. Sempre nel 2018 Filocamo, poco dopo aver compiuto i 40 anni, fu invitato alla trasmissione I fatti vostri su RAI 2 dove parlò delle sue vicissitudini e della sua attività di divulgatore della matematica e della fisica.
Morì a Genova il 26 gennaio 2020, dopo aver cercato di contrastare una nuova recidiva. È sepolto nel cimitero di Staglieno. .

## Opere
- La fisica in ballo: che rapporto c'è tra la fisica e il tango argentino?, Genova, Studio 64 srl, 2005, ISBN 978-88-7388-086-8.
- Giovanni Filocamo e Luca Caridà, Il mistero del più, illustrazioni di Omar Di Monopoli, Lecce, Manni, 2007, ISBN 978-88-8176-962-9.
- Mai più paura della matematica: come fare pace con numeri e formule, prefazione di Furio Honsell, Milano, Feltrinelli,2009, quindi 2015, ISBN 978-88-07-88554-9.
- Il matematico curioso: dalla geometria del calcio all'algoritmo dei tacchi a spillo, illustrazioni di Valentina Mai, Milano, Feltrinelli, 2010, quindi 2013, ISBN 978-88-07-88281-4.
- Mai più paura della fisica: come fare pace con entropia e piani inclinati, con una prefazione di Luciano Maiani, Milano, Kowalski, 2011, ISBN 978-88-7496-785-8.
- Il matematico continua a curiosare: dall'algebra della pizza alla formula del cacciavite, illustrazioni di Valentina Mai, Milano, Kowalski, 2013, ISBN 978-88-7496-786-5.
- La matematica è un'opera d'arte [i numeri e le formule che ispirano la bellezza], Illustrazioni di Colnaghi, Milano, Edizioni Gribaudo, 2017, ISBN 978-88-580-1831-6.
- Curiosità e giochi di intelligenza pensati per chi [non] ama la matematica, Edizioni Gribaudo, 2022 (postumo), ISBN 978-88-580-2525-3.

## Premi e riconoscimenti
- Nel 2010 fu tra i 200 giovani selezionati e premiati dal "TNT - Festival dei Giovani Talenti", un'iniziativa del Ministero della gioventù che si tenne presso il Palazzo dei Congressi di Roma dal 17 al 21 novembre 2010.
- Nel 2011 il progetto MateFitness, di cui era tra gli ideatori,[14] è stato l'unico progetto italiano selezionato nell'ambito delle azioni a sostegno dell'educazione promosse dal gruppo californiano Google e ha ricevuto una donazione di 100.000 dollari.[15]
- Nel 2012, durante il "Festival della scienza", Telecom lo scelse per far parte dei dieci ricercatori d'Italia ritenuti adatti per l’iniziativa "Italiax10". [16]
- Nel 2014 la Mathesis di Torino gli assegnò il Premio Peano "giovane autore"[17], "come premio per una carriera breve ma intensa e interessante di divulgatore della Matematica"[18].